# 青岛西海岸新区
青岛西海岸新区（简称西海岸新区、青西新区），位于山东省青岛市，范围与黄岛区行政区域重合，是中国一个以海洋经济发展为主题的国家级新区。2014年6月3日，国务院正式批准设立青岛西海岸新区，成为中国第9个国家级新区。

## 区位概况
青西新区位于胶州湾西岸，与青岛市主城区隔湾相望，包括青岛市黄岛区全部行政区域，其中陆域面积约2096平方公里、海域面积约5000平方公里。新区处于京津冀和长三角两大都市圈之间，环渤海经济圈的南缘，山东半岛蓝色经济区的核心地带，是黄河流域主要出海通道和亚欧大陆桥东部重要端点，与韩国、朝鲜隔黄海相望。青西新区海岸线282公里，滩涂83平方公里，岛屿21处，沿岸分布自然港湾23处。陆域开发空间广阔，适宜建设用地约450平方公里。青西新区区位条件、科技人才、海洋资源、产业基础、政策环境等综合优势明显，具备推进陆海统筹、城乡一体、军民融合发展的独特条件。

## 沿革背景
- 2012年1月31日，青岛西海岸经济新区党工委、管委会正式成立，青岛西海岸经济新区开发建设全面启动。
- 2012年3月，青岛市发布《青岛西海岸经济新区发展规划》。根据规划，西海岸经济新区争取成为国家级新区。
- 2012年12月，经国务院批准，调整青岛市部分行政区划，合并原黄岛区、胶南市为新的黄岛区。为西海岸新区获批国家级新区奠定基础。
- 2014年6月3日，国务院通过国函〔2014〕71号文批准同意设立青岛西海岸新区，是为第9个国家级新区。[參⁠ 7]
- 2017年5月10日，《青岛西海岸新区发展总体规划》经山东省政府同意，通过鲁发改区域〔2017〕489号文公开发布。[參⁠ 8]
- 2017年12月1日，《山东省青岛西海岸新区条例》经山东省第十二届人民代表大会常务委员会第三十三次会议通过，于2018年1月1日起实施。[參⁠ 9]
- 2019年8月26日，中华人民共和国国务院公布《国务院关于同意新设6个自由贸易试验区的批复》，指出设立中国（山东）自由贸易试验区。山东自贸区下设青岛片区，全部位于青西新区境内[參⁠ 10]。

## 规划
以海洋经济发展为主题，服务于青岛建设区域性经济中心和国际化城市的发展定位，把建设青岛西海岸新区作为全面实施海洋战略、发展海洋经济的重要举措，为促进东部沿海地区经济率先转型发展、建设海洋强国发挥积极作用。努力发展成为海洋科技自主创新领航区、深远海开发战略保障基地、军民融合创新示范区、海洋经济国际合作先导区、陆海统筹发展试验区，为探索全国海洋经济科学发展新路径发挥示范作用。
青岛海洋科技实力雄厚，拥有985工程院校中国海洋大学和青岛海洋科学与技术国家实验室，以及20多个国家级科研院所，海洋科技人才数量占全国的50%。舟山群岛新区注重岛屿开发和陆海统筹，而青岛西海岸新区则强调海洋经济对陆域经济的带动。青岛西海岸新区尝试从近海经济向远洋经济发展，通过延长产业链条，带动更多海洋相关的产业发展。

## 交通
- 341国道，228国道 ，204国道过境。
- 铁路：青盐铁路青岛西站、董家口站
- 轨道交通： 1号线、6号线（一期开通，二期在建）、12号线（未开通）、西海岸快线（原青岛地铁13号线）